# ABEMA Prime
『ABEMA Prime』（アベマプライム）は、インターネットテレビ局ABEMAのニュースチャンネルであるAbemaNewsで平日の21・22時台に生配信されている日本の報道番組。略称は「アベプラ」。

## 概要
2016年4月、AbemaTVの開局に伴い、2015年6月、テレビ朝日会長である早河洋からパイロット版制作を依頼され番組企画が立ち上がり、AbemaTV先行配信期のAbemaNewsの番組先行配信に伴い、同年3月25日、4月5日に、事実上のパイロット版として『AbemaPrime本開局直前スペシャル』を配信。開局日である4月11日より本配信。
配信開始当初は、本来のAbemaNewsのメインスタジオである「EXけやき坂スタジオ」では無く、テレビ朝日本社ビル内の第3スタジオ（『羽鳥慎一モーニングショー』のセット）を間借りして番組を制作していたが、同年4月25日配信分より「EXけやき坂スタジオ」からの配信に切り替わった。同年7月18日配信分より、AbemaNewsの改編に伴い21時開始に繰り下がるとともに、配信時間も10分拡大して2時間枠となる。
コンセプトは“オトナの事情をスルーしまくる、尖りまくったニュース番組”をキャッチフレーズに、普段地上波テレビ番組を視聴しない若者層に向けたニュースショーで、AbemaNewsの旗艦番組である。前半はその日の速報的話題を紹介しながらゲストを招いて議論し、後半は特集VTRの話題を紹介しつつ番組を進行する。また、外からの中継取材でスマートフォンを、中継先との応答にSkypeによるビデオチャットを活用するなど、インターネット技術をフル活用した取材手法が特徴である。番組制作コードについては、民放連加盟放送局が定めている放送コードを準拠しており、「メディアの人間としてやるべきじゃないということはやらない」という大前提のもと、「アプローチの方法を変えている」と番組プロデューサーの植村俊和は語っている。前述のように通常はニュースを映像取材で深追いし議論することが多く速報性は少ないが、本配信3日後に起きた熊本地震など災害発生時にはネット配信の即時性と利便性を生かした内容編成に切り替えている。

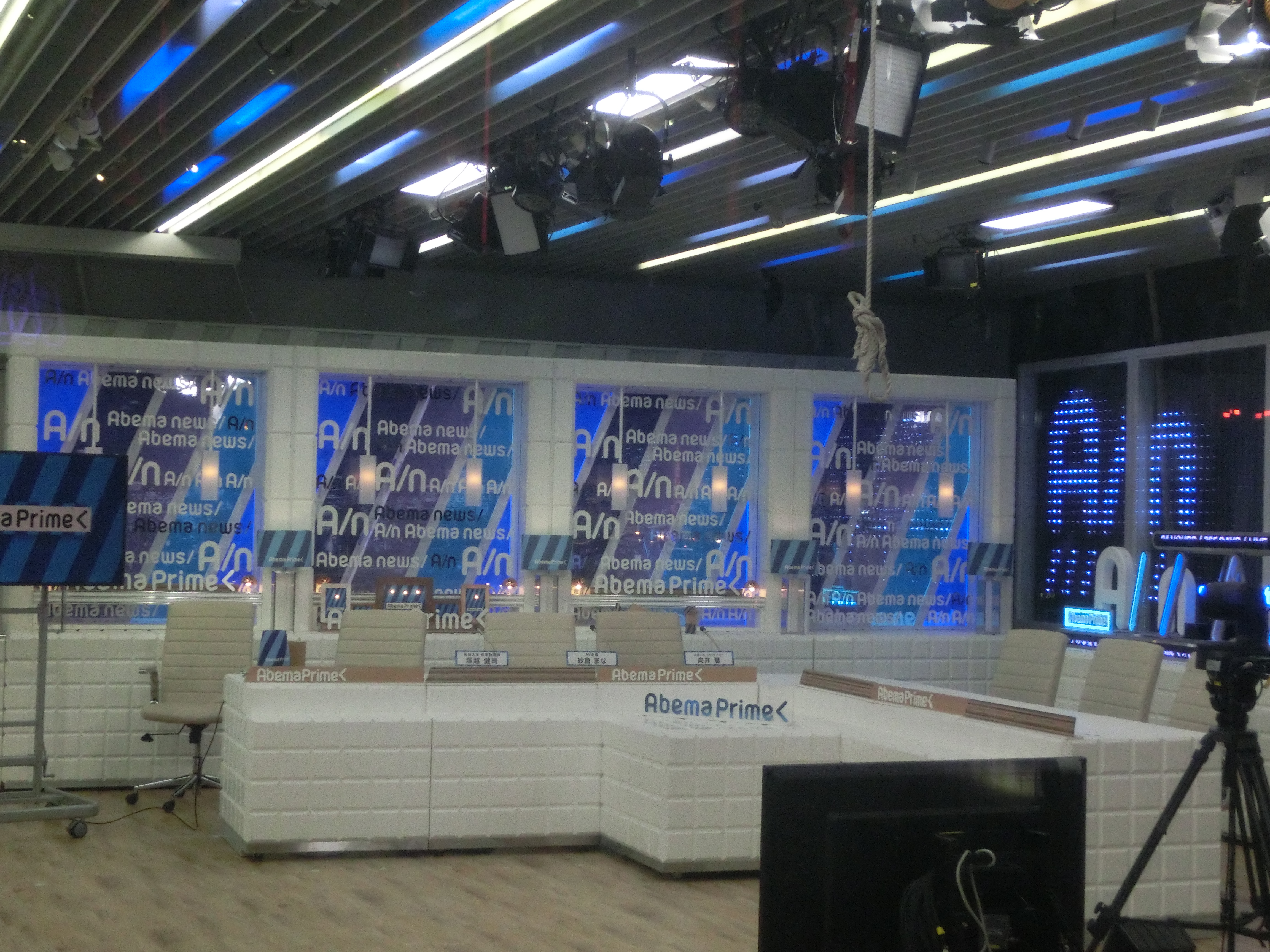
2018年8月17日時点の番組セット

2017年1月から、一部出演者・コーナーを入れ替え、大幅なリニューアルを実施。2018年9月、当該番組の進行をしていた小松が『ワイド!スクランブル』のMC就任に伴い降板し、10月からは、9月まで『報道ステーション』のサブキャスターを務めていた小川彩佳が進行役を務める。2019年3月、小川のテレビ朝日退社に伴い降板。4月1日からはテレビ朝日アナウンサー・平石直之が担当。これに伴い一部出演者も入れ替えられる。また、AbemaTV一部番組で先行配信していた海外向け配信、ニコニコ動画での配信をこの日よりスタートした。
番組配信中、視聴者からの意見をTwitterや配信アプリからのコメント投稿欄から募っており、ハッシュタグは番組略称である「アベプラ」を用いている。
4代目キャスターとなった平石は地上波報道番組との製作者側から見た差異を「オンエア後の“反省会”（事後会議）がない」、「その時間を視聴者からの感想を読む時間に充てられる」。また、スタッフ間の連絡の多くを会議やメールではなくSlackを使用して行っていることを挙げている。

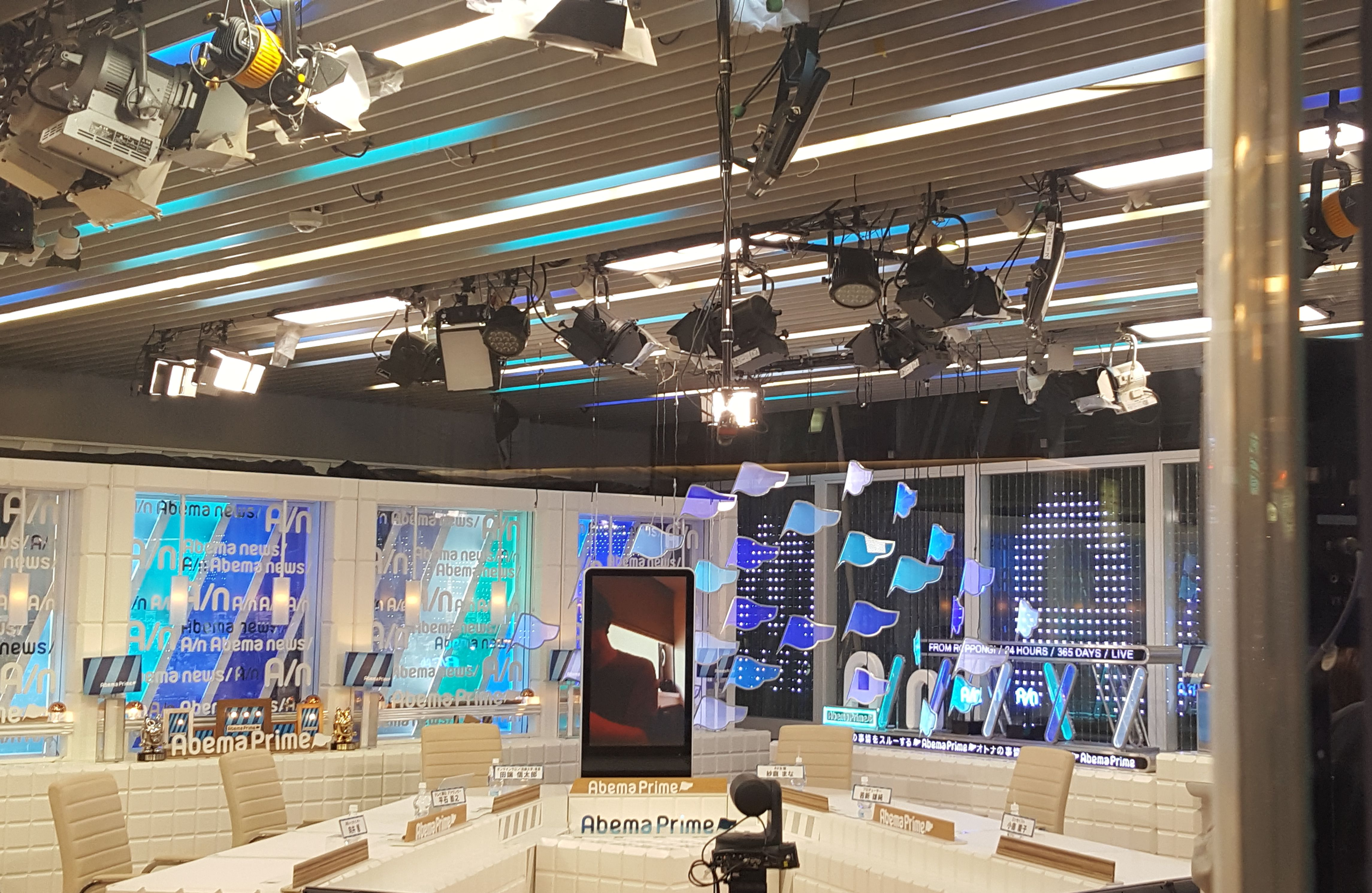
2020年4月3日時点の番組セット

2020年3月30日週より番組名を維持しつつも、21時から22時をニュースの1部、22時から23時を特集の2部 と分け、お笑いコンビ・EXIT、ひろゆきこと西村博之らが新たに曜日MCに就任する。アンカーキャスターの役職を取りやめ、MC、キャスター以外は一律コメンテーターとなる。2部では進行キャスターの平石直之もコメンテーターとなり、別に進行キャスターが招かれる（コメント読みなど以前のアンカーキャスターの役周りも務める）。冒頭のあいさつも「手のひらから世界につながるニュース番組AbemaPrime」から「報道リアリティーショーAbemaPrime」に変更された。また新型コロナウイルス対策のため、出演者の席間隔を空けるソーシャルディスタンス、ゲストを原則スカイプ配信での出演とするなどの対策が当面の間取られる。
AbemaTVのサービスブランドがABEMAへ変わるのに伴い、4月13日配信分よりタイトル表記が『AbemaPrime』から『ABEMA Prime』となる（番組セットなどには「AbemaPrime」表記も残されている）。
プロデューサーを務める郭晃彰によれば「生放送が一番だというのは、今も変わりません」としながらも、2020年以降は「ユーザーがいる所にコンテンツを届けないといけない」という理念から、番組を一つの素材ととらえ、配信後もウェブ、地上波を問わずコンテンツに合わせた届け方を模索しているという。
2021年2月24日の配信では特集「手話通訳士 なぜ少ない？」にちなみ2時間全編にわたり、手話通訳士をワイプ表示する試みを行った。
2021年4月からは「変わる報道番組」を番組コンセプトに一部出演者を入れ替えるリニューアル。毎週水曜日枠を週替わりのMC枠とする。
2022年4月からのリニューアルでは｢みんなでしゃべるとニュースはおもしろい｣をキャッチコピーに掲げ、これまで以上に多様な視点を盛り込んだ言論空間を目指すため、レギュラーメンバーをこれまでの27人から53人に倍増。月曜MCも週替わりにするなど、前年以上に曜日固定しない多様な出演者で送る。また、議論だけでなく、番組最後にその日のテーマの答え合わせを出すコーナーも設ける。
2023年4月のリニューアルでは昨年の編成を踏襲しつつも、不定期出演した3名をレギュラーMCに指名。レギュラーコメンテーターを60名とした。
2023年10月のリニューアルではセットの一部が変更になった。また、同月から平石が『サンデーLIVE!!』（テレビ朝日・朝日放送テレビ・名古屋テレビ共同製作）のメインキャスターに就任した事情から水曜から金曜までの進行担当となり、月曜と火曜についてはテレビ朝日アナウンサーの仁科健吾と田中萌が担当することになった。

## 問題・疑義が持たれた報道
2025年1月20日、冒頭に「女性に絶対にAEDを使わないで」という字幕を全体に映し出す構成の仕方で、ある男性がAEDを使用した相手の女性側から強制わいせつ罪で被害届を出されて警察から事情聴取を受けたと報道し、それを元にスタジオで討論がなされた。しかし、男性の証言に不自然な点が多いことから、数日後にNEWSポストセブンが専門家の見解とともに報道の信憑性を疑問視する記事を載せた。さらに翌月には、AERAが、警察に直接取材してそのような被害届を受理した事例を把握していないとの回答を得たため、この報道をデマと断定した。これらに関して、ABEMA Prime側は、NEWSポストセブンとAERAと弁護士ドットコムニュースの3媒体から取材を受けたが、いずれも「番組制作の過程については、回答を差し控えさせていただきます」として回答を拒否した。
この件について、番組を制作したテレビ朝日は同年2月25日開催の定例会見において、同局社長の篠塚浩は「ABEMAニュースは業務委託して制作しているので、我々に責任がある」とテレビ朝日にも番組制作上の責任があるとした上で「最終的な放送はABEMA社。あるいは番組からなんらかの対応がある」とコメント。「番組側も、事実関係の詳細な確認が不十分だった。現在、当局も含めて再取材をしている」と発表。
同日、ABEMAは、「10年ほど前の事案につき、事実関係の詳細の確認が十分とはいえないまま放送していました」という釈明を発表したが、報道内容は取り消すことはなく、謝罪もなかった。さらに、実際の放送では、10年前の出来事とは報じておらず（単に「過去に」と放送）、このたびの釈明も、あたかも10年前だからきちんと確認せずに放送して良いとも受け取られる内容だったため、非難の声が上がっている。

## 出演者

### 現在
注釈のない場合は全曜日に出演

#### MC
- 月曜日：（週替わり）カンニング竹山、石田拳智
- 火曜日：田村淳
- 水曜日：（週替わり）安藤美姫、益若つばさ、山崎怜奈
- 木曜日：EXIT（りんたろー。・兼近大樹）
- 金曜日：西村博之、松陰寺太勇
- 月1回：柏木由紀（主に月曜日or金曜日）

#### コメンテーター
曜日固定はされておらず、週初めに各曜日の出演者が発表される。
- 安部敏樹、宇佐美典也、乙武洋匡、カマたく、ケンドーコバヤシ、後藤寛勝、佐々木俊尚、シモダテツヤ、竹中平蔵、田端信太郎、男色ディーノ、辻伸弘、當間ローズ、中川淳一郎、夏野剛、成田修造、西岡壱誠、パックン、速水健朗、堀潤、茂木健一郎、やしろあずき、山田俊浩、ヨッピー、呂布カルマ、若新雄純、あおちゃんぺ、池澤あやか、市原えつこ、井口綾子、岩澤直美、薄井シンシア、小澤杏子、河崎環、菅野志桜里、紗倉まな、柴田阿弥、鈴木涼美、たかまつなな、陳暁夏代、西山里緒、能條桃子、長谷川ミラ、はましゃか、ハヤカワ五味、和田彩花

#### Primeキャスター（進行）
- 平石直之（テレビ朝日アナウンサー）2019年4月1日 - ※2023年9月以前は全曜日担当。同年10月から2024年3月までは水曜 - 金曜担当。2024年4月からは火曜 - 木曜担当。
- 仁科健吾（テレビ朝日アナウンサー）2023年10月3日 - ※月曜担当。2024年3月まで火曜も担当。
- 田中萌（テレビ朝日アナウンサー）2023年10月3日 - ※2024年4月から金曜担当。2024年3月までは月曜・火曜担当。

#### 特集キャスター
日替わり。2020年4月13日まで、2021年4月以降は曜日固定されていない。木曜日は柴田阿弥がこの役割も兼任する。
- 田中萌 - 2021年10月4日[33] -（月曜、火曜担当）
- 宮尾玲衣 - 2021年11月10日
- 鈴木杏花 - 2021年11月17日
- 福井セリナ - 2021年11月24日、2022年2月16日

#### 気象キャスター
- 穂川果音（気象予報士、防災士）

#### ナレーション
- 月曜：三浦祥朗、厚地彩花 - 2020年3月30日 -
- 火曜：新井里美
- 水曜：阿座上洋平 - 2020年4月1日 -
- 木曜、金曜：榎本温子
- 曜日不定：田所あずさ、三上枝織 - 2022年4月 -

### 過去

#### Primeキャスター（進行）
- 小松靖（テレビ朝日アナウンサー）[注 1] - 2016年4月11日 - 2018年9月28日
- 徳永有美（フリーアナウンサー、元テレビ朝日アナウンサー） - 2018年3月22日、8月9日、9月7日
- 小川彩佳（当時テレビ朝日アナウンサー） - 2018年10月2日 - 2019年3月29日[34]
  - 進行役の夏季及び冬期休暇中はテレビ朝日アナウンサーが日替わりで代打を務めるが、2023年8月17日、18日はフリーアナウンサーの青木源太が務めた。

#### 2021年4月から2023年3月までのMC
- 月曜：（週替わり）カンニング竹山（2018年10月8日[35]＝月曜、12月19日＝水曜、2019年4月1日より月曜専任となり2022年3月まで原則毎週出演）、成田悠輔（2022年4月4日、5月2日 - 12月12日[注 2][37]）、石田拳智（2022年4月11日、5月9日 - ）、呂布カルマ（2022年4月18日、5月16日 - ）、大空幸星（2022年12月19日 - 2024年3月）、山崎怜奈（2023年1月23日、3月20日）、長谷川ミラ（2023年2月20日）、
- 火曜：田村淳（2021年4月13日[38] -、※2022年3月までは隔週出演）
- 水曜：（週替わり）益若つばさ（2021年5月12日[39]、8月4日[注 3]、11月3日、12月22日、2022年1月26日、3月2日、4月6日、5月4日、2023年3月1日）、安藤美姫（2021年8月18日、9月15日、11月10日、12月8日、2022年1月19日[40]、2月16日、4月13日、5月11日、7月20日、8月3日、9月7日、10月5日、11月23日、12月14日、2023年1月18日、2月15日、3月8日）、柏木由紀（2021年6月9日[41]、9月1日、10月20日、11月24日、2022年2月9日、6月8日、11月2日、2022年2月8日）ryuchell（2022年9月14日、10月26日、11月9日、12月7日、2023年1月25日、2月22日、3月15日）せきぐちあいみ（2022年9月28日）山崎怜奈（2022年10月12日、12月21日）吉川美代子（2022年10月19日、2023年1月11日）横山由依（2022年11月16日）パックン（2023年2月1日）、長谷川ミラ（2023年3月22日）
- 木曜：EXIT（お笑いコンビ、2020年4月2日 - ）
- 金曜：西村博之（2020年4月3日 - ）

#### 2021年4月から2023年3月までのコメンテーター
2021年4月以降、曜日固定は流動的なものとなっており、一部出演者は他曜日にも出演する。2022年4月以降原則撤廃。毎週週初めに出演者が明かされる形となった。
- 安部敏樹[注 4]、宇佐美典也[注 5]、乙武洋匡[注 6]、カマたく[注 7]、ケンドーコバヤシ[注 8]、後藤寛勝[注 9]、斎木陽平[注 7]、佐々木俊尚[注 10]、シモダテツヤ[注 7]、田端信太郎[注 11]、中川淳一郎[注 12]、夏野剛[注 13][注 14]、西岡壱誠[注 7]、パックン[注 15]、速水健朗[注 7]、堀潤、茂木健一郎、やしろあずき、山田俊浩[注 12]、ヨッピー[注 7]、若新雄純[注 16]、あおちゃんぺ[注 17]、池澤あやか[注 18]、市原えつこ[注 9]、井口綾子[注 7]、岩澤直美[注 7]、小澤杏子[注 19]、菅野志桜里[注 19]、紗倉まな[44][注 20]、柴田阿弥[注 21]、パックン[注 22]、鈴木涼美[注 7]、たかまつなな[注 7]、陳暁夏代[注 7]、西山里緒[注 7]、能條桃子[注 19]、長谷川ミラ[注 23]、はましゃか[注 7]、ハヤカワ五味[注 24]、和田彩花[注 19]

#### 2021年以前のMC
- 木曜：椎木里佳
- 月曜：井戸田潤（2018年10月16日[45]）、中川パラダイス（2018年10月23日[46]）
- 水曜：カズレーザー（2018年12月12日）
- 月曜：村本大輔（ウーマンラッシュアワー）（2016年4月 - 2017年12月、2018年3月12日[47] - 9月27日、10月4日 - 2019年3月25日[48]）[注 25]
- 金曜：石井正則（ - 2019年3月29日、2020年3月13日）
- 水曜：宮澤エマ（2016年4月13日 - 2020年3月25日）
- 木曜：ふかわりょう（2017年1月 - 2020年3月26日）
- 木曜：鬼越トマホーク（2022年1月6日）※EXITの代役出演
- 木曜：相席スタート（2022年1月13日）※EXITの代役出演[49]
- 火曜：千原せいじ（2022年2月8日）※小籔の代役出演
- 火曜：小籔千豊（2022年3月まで隔週出演）
- 水曜：（週替わりMC）和田彩花（2021年4月7日[22]、6月23日、8月25日、2022年1月5日）、中田花奈（2021年4月14日[22]）、小澤杏子（2021年5月5日[39]）、ヒコロヒー（2021年5月19日[39]）、安藤優子（2021年6月2日、2022年8月31日）、能條桃子（2021年6月16日[50]）、大橋未歩（2021年6月30日）、青木さやか（2021年7月7日、10月6日、2022年3月30日）、菅野志桜里（2021年12月1日）、成田悠輔（2022年2月23日）、あやまん監督（2022年3月23日）、あおちゃんぺ（2022年5月25日）、宇垣美里[注 26]（2021年4月21日[51]、8月8日、11月17日、12月15日、2022年2月2日、3月16日、4月20日、5月18日、7月13日）、妹尾ユウカ（2022年6月22日）、吉川美代子（2022年7月6日）、大空幸星（2022年7月27日）、ryuchell（2022年8月10日[注 27]、9月14日）、ハヤカワ五味（2022年8月17日、宇垣の代行出演）

#### アンカー
- 月曜：香川愛生（2019年1月7日）
- 火曜：山田菜々（2016年4月12日 - 2020年3月24日）

#### アシスタント
- 月曜：江奈さやか
- 火曜：菊池友里恵
- 水曜：池田光咲
- 木曜：早川真生

#### 2021年以前のコメンテーター

##### レギュラー
- 月曜：上念司（経済評論家）- 2017年10月 - 2018年3月[注 28]、原田曜平（博報堂ブランドデザイン若者研究所）[52]
- 火曜：倉田真由美、吉沢明歩（AV女優）、古田大輔（BuzzFeed Japan編集長）、伊藤大地（BuzzFeed Japan副編集長）、川口一晃（経済評論家）、犬山紙子（コラムニスト）
- 水曜：REINA[53]
- 木曜：品田英雄（日経BP社）、蛭子能収[注 29][54]、石井てる美[54]、柳瀬博一（日経ビジネスチーフ企画プロデューサー）※2018年3月まで隔週
- 金曜：古谷経衡（文筆家）、武政秀明（東洋経済オンライン）、吉川明日香（東洋経済オンライン）、 黒田凛（タレント、2016年4月 - 2018年9月28日）
- 水曜：松浦シゲキ（スマートニュース）
- 水曜：峰なゆか（漫画家）※月一[注 30]
- 金曜：所太郎（リポーター）
- 金曜：新保里歩（タレント、リポーター）※スポーツキャスター兼務 - 2018年10月5日 - 2019年9月
- 月曜：箕輪厚介[55]（編集者、2019年4月1日 - 2020年6月8日降板発表[56]）
- 月曜：馬渕磨理子[注 31]
- 金曜：向井慧（パンサー）[注 32]

#### リポーター（イケキャス）
スターダストプロモーション所属の若手イケメン男性タレントによるリポーター陣
- 月曜：藤原倫己（イケキャス隊長）、大牟田悠人
- 火、水曜：青峰佑樹（2019年3月まで継続出演）
- 木、金曜：杉本海凪

#### 特集キャスター
- 淡輪ゆき - 2020年3月30日
- 花崎阿弓 - 2020年3月31日
- 浦沢凜花 - 2020年4月1日
- 森遥香 - 2020年4月2日
- 馬場ももこ - 2020年4月3日
- 松本圭世 - 2020年4月6日
- 森山るり - 2020年4月8日
- 袴田彩会 - 2020年4月9日
- 谷あさこ - 2020年4月10日
- 佐藤ちひろ - 2020年4月15日 - 2021年3月31日（月曜、水曜担当）
- 渡辺瑠海 - 2020年4月14日 - 2021年9月29日[57]（2021年3月までは火曜、金曜担当）
- 田原萌々[38] - 2021年4月1日[58] - 9月28日

#### ナレーション
- 月曜、水曜：桐谷蝶々[59]
- 金曜：井上喜久子[60]

##### アベプラファミリー（準レギュラー）
番組に不定期出演する準レギュラー出演者。2016年7月18日からの配信枠移動を機に制定。主に番組開始以降何度かゲスト出演や代打MCを経験したタレントで構成されている。2017年の改編以降出演減少し、事実上フェードアウト。アベプラファミリーの用語は出演者全体を包括した意味合いとして使用されている。
- 板東英二
- 間寛平[注 33]
- Bro.TOM
- 森尾由美
- ノッチ（デンジャラス）
- 矢口真里
- 木村卓寛（天津）
- 宮崎宣子[注 34]
- 横山ルリカ[注 35]
- フィフィ
- 神聖かまってちゃん
- 三秋里歩（元NMB48）[注 36]
- 門脇佳奈子（元NMB48）
- 篠原信一
- 竹田恒泰
- ベリッシモ・フランチェスコ

##### 特集担当
- 月曜：Iris
- 金曜：川口一晃（経済評論家）※水曜に移動、木本武宏（TKO）

※番組開始当初はAbemaTV親会社サイバーエージェントの女性社員が『エージェントガールズ』として出演していた。

#### リポーター
『ラップでニュースを斬る』（水曜日に放送）担当
- DOTAMA（2016年8月 - 2017年9月）

## 曜日テーマ
※2017年1月から、各曜日のテーマと内容。その後の改編などにより曜日テーマの要素は薄くなっている。
| 曜日   | 曜日テーマ                                       | 内容                                                                       |
| ------ | ------------------------------------------------ | -------------------------------------------------------------------------- |
| 月曜日 | 『炎上上等!!タブー知らずの月曜日』(炎上)         | 月曜MCの村本がタブーを無視して大胆発言で世の中を斬る。                     |
| 火曜日 | 『ガチ対決!!激論ファイヤー火曜日』(激論)         | 火曜MCの小籔(ケンドーコバヤシ)が人気の論客たちを交えて、徹底生激論をする。 |
| 水曜日 | 『WorldWide!!世界レベルの水曜日』(WorldWide)     | 海外経験豊富な総理の孫こと水曜MCの宮澤が世界で話題のニュースや問題を斬る。 |
| 木曜日 | 『明瞭会!!マネーに夢中な木曜日』(経済)           | 木曜MCのふかわが暮らしに役立つ経済情報をマネーな視点で斬る。               |
| 金曜日 | 『カルチャフル!!文化メガ盛り金曜日』(カルチャー) | 金曜MCの石井が社会問題からサブカルチャーまでを文化的に斬る。               |

## 主なコーナー
各曜日共通
- 天気予報

穂川が送る手作り天気予報。スタジオ出演者1名がアシスタント的に参加する。番組開始時は「外れたら責任を取る天気予報」と題し、天気予報が外れた場合コスプレで登場 していた。過去にはスタジオ外から伝えていたが、のちにスタジオ内から伝える。
- 未来のバズツイート

これから注目を集めそうな情報を『Togetter』、『デイリーポータルZ』、『ガジェット通信』、『Jタウンネット』の4つのウェブメディアと協力し、伝えるコーナー。不定期。

### 過去の主なコーナー

#### 各曜日共通
- アベプラ×ニュースクラウド

雲のように流れ変わりゆく毎日のニュースを、独自目線で追う特集コーナー。
- 1分でわかるニュース

ある1件のニュースを1分間のイラストVTRで解説。
- Around the WoRDS

ツイッターのトレンドワードからニュースをピックアップし報道するコーナー。関連する場所には概ねイケキャスが赴く。
2020年4月のリニューアルでオープニング内にまとめられ、中継は廃止された。同月8日より再びコーナーとして独立。特集アナが進行する。2021年度は不定期。
- SPORTS

映像使用解禁に伴いリニューアル。題字は蛭子能収。AbemaTVで扱う横浜ベイスターズ、大相撲を扱うことが比較的多いが、モータースポーツなども扱う。キャスターはレギュラーMC陣、穂川果音が日替わりで担当。金曜日は黒田凛→新保里歩が固定で担当していた。
月曜日
- 中2ニュース

中学2年生のリポーターがニュースで話題になった人物にインタビューする
- 隣国ジャーナル

主に中国・韓国・ロシアで起きたB級ニュースを伝える。
- 居酒屋むらじゅん酔いどれニュース道場

村本と堀が居酒屋の個室で時事談義を行う。
- アイリスinなんだー？ランド日本

マレーシア出身の歌手Irisが日本の不思議な文化・風習をレポート。
- 江奈さやかの“イケ変”見つけた

今まであまりメディアに取材されてこなかった、謎多き行動をとる人物を取材
火曜日
- 喧嘩上等！激論バトルスタジアム

社会問題について2つの相反する意見に分かれて対決するディベートバトル。
- イケキャス.下剋上！

イケキャス各メンバーがレギュラーの座をかけてアピール合戦を行う
- 若新・友里恵のシアワセですが文句あります？！

誰にも見向きされない趣味を持つ人に、そこにある「幸せ」をテーマに取材
- コレ来るガジェット！

山田菜々がヒットするかもしれない新商品をリポートする
水曜日
- 世界再発見World Moving

世界各国のドキュメンタリー映画を紹介。
- 週間BuzzFeedニュース
- ほぼほぼ毎週アベプラLIVE

注目のアーティストをゲストに招いてスタジオでミニライブを行う。
- REINAの知らない世界奇人紀行

識者を招きつつ世界各地で起きている、日本であまり知られていない社会問題について取材。
木曜日
- 現場取材5000件！所太郎の今だから言える真実

ワイドショーリポーターの所太郎氏による、過去の報道取材における証言や解説
- ざっくり社会学

金曜日
- ニュースをお金で斬る
- クイズ！東洋経済 ヨノナカ最前線

経済にまつわるキーワードをクイズ形式で出題
- てる美にtell me 全国オモシロ企業の秘密

石井が全国の一風変わった取り組みをする企業を取材
- スゴ女図鑑

世界中の第一線で活躍する日本人女性を取材
- テルミーも転職したい！大注目マスコミの現場

石井がマスコミ業界の最前線をレポート。第1回はC CHANNELを取材した。
- 夕方の横並びTOP NEWS

全曜日。NHK、テレビ朝日、TOKYO MXのみ局公式ロゴで表記される。
- 敢えて映像を使わないスポーツコーナー[62]

権利処理の問題から映像が使用できないため、蛭子能収が中継映像を見ながら、絵を描き途中経過を報告するニュースコーナー。蛭子自身スポーツに興味がないため、多くの場合、視聴者は絵を見ても結局ほぼ何も分からない。
- YouTuberニュース[62]
- ラップでニュースを斬る

## 特別番組
- 平成最後の年越しカウントダウン

2018年の年越し特番として、第1部と第3部（討論SP）を当該番組ベースで番組を編成
2018年12月31日 18:00 - 18:30、20:00 - 2019年1月1日 0:30
出演者：MC：小川、柴田、討論者：堀、宇佐美、江川、藤井靖、若新
討論ゲスト：佐藤正久、八木秀次、西岡力、門田隆将、松浦大悟、杉山文野、南和行（同性愛者弁護士）
リポーター：青峰、穂川、タカガキ
- AbemaTV×Twitter特番！平成から令和へ 25時間テレビ

25時間特別番組。オープニング、カウントダウンを伴うエンディング部分を当該番組ベースで編成。
2019年4月30日 0:00 - 5月1日 1:00
詳細はAbemaNews#特別番組を参照。
- AbemaTV×Twitter第2弾 アベマ選挙SP〜民主主義オワコン危機〜

第25回参議院議員通常選挙の開票特番として編成。第48回衆議院議員総選挙までは『みのもんたのよるバズ!』をベースとした開票特番を配信していたが、2019年6月をもって終了したため、AbemaNews開局以降、当該番組ベースとして初めて編成された選挙特番である。
2019年7月21日 19:45 - 23:00
出演者：MC：乙武、アンカー：池澤、進行：平石、アシスタント：三谷紬（テレビ朝日アナウンサー）、ゲスト：石橋文登（政治ジャーナリスト、元産経新聞政治部部長）、細川隆三、三浦瑠麗、米重克洋（JX通信社代表取締役）
- アベマ選挙SP 開票速報 選挙区・比例区 全ての情勢を伝えます
2019年7月21日 23:00 - 7月22日 2:00、2:00 - 4:00、4:00 - 7:00
出演者：辻歩（AbemaNewsキャスター）
- AbemaPrime 令和初の年越しカウントダウン

2019年12月31日 21:00 - 2020年1月1日 00:30
出演者：MC：カンニング竹山、アンカー：池澤あやか、柴田阿弥、司会進行：平石直之、コメンテーター：安部敏樹、速水健朗、藤井靖、若新雄純
中継リポーター：青峰佑樹、辻歩、楪望、中継出演：陳暁夏代、ピクピクン
討論ゲスト：籾井勝人、相澤冬樹、青識亜論、柴田英里、千田有紀、井上奨（日大アメフト部元コーチ）
- ひろゆきとリモート年越し特番 報道リアリティ―ショー #アベプラ

2020年12月31日 21:00 - 2021年1月1日 00:30
出演者：西村博之、平石直之
中継リポーター：辻歩、三上洋
リモートで様々なゲストをつなぎ討論。カウントダウン前後にはレギュラーコメンテーターもリモートで集合した。
- ABEMA Prime 衆院選特番 ひろゆき＆柏木由紀と考える総選挙2021 日本は変わる?変わらない?

2021年10月31日 19:50 - 23:00
MC：西村博之・柏木由紀、進行：平石直之
ゲスト：亀井静香、斎木陽平、石田拳智、鈴鹿久美子、西山里緒
気象情報：穂川果音
第49回衆議院議員総選挙の開票特番。AbemaNews#特別番組も参照。
- ABEMA Prime 年越しSP 誰かひろゆきを止めろ

2021年12月31日 21:00 - 24:30
MC：西村博之、出演：成田悠輔、西山里緒、宮台真司、若新雄純、田中萌、辻歩、平石直之
- ABEMA Prime 転職を考える22時間

2022年6月24日 21:00 - 6月25日19:00
進行：平石直之、ひろゆき/弘中綾香、成田悠輔（時間帯によって変更）
- ABEMA Prime 参院選特番2022

2022年7月10日 19:50 - 23:00
MC：EXIT 進行：平石直之 出演：たかまつなな、渡辺喜美、ほか
- ＃アベプラ ABEMA Prime 年末年越しSP 誰かを打ち負かさない議論は？山崎怜奈＆當間ローズ

12月31日 21:00 - 1月1日 0:30
MC：山崎怜奈、當間ローズ 進行：平石直之 コメンテーター：西山里緒、若新雄純、あおちゃんぺ、ひろゆき、米山隆一ほか リポート：田中萌、辻歩

## テーマ曲
オープニングテーマ
- ぼくのりりっくのぼうよみ『Sunrise（re-build）』[72]（2016年4月11日 - 2017年3月31日）
- Awesome City Club『今夜だけ間違いじゃないことにしてあげる』（2017年4月3日 - 2018年3月30日）
- chelmico『Highlight』[73]（2018年4月2日 - 2018年11月9日）
- the peggies『明日』（2018年11月12日 - 2019年3月29日）
- 中村佳穂『きっとね!』（2019年4月1日 - 2020年3月27日）
- キシリ徹『Just Memories Of You』（2020年3月5日のみ）
- 向井太一『Comin'up』（2020年3月30日 - 2021年3月2日）
- Cody・Lee(李)『我愛你』（2021年4月 - 2022年4月1日）
- Kroi『Balmy Life』（2022年4月4日 - 2023年3月31日）
- 新東京『36℃』（2023年4月3日 - 2024年3月29日）[24]
- TOMOO『Super Ball』（2024年4月1日 - 2025年3月31日）[74]
- Chevon『ダンス・デカダンス』（2025年4月1日 - ）[75]

挿入歌
- Awesome City Club『青春の胸騒ぎ』（インスト）

### エンディングテーマ
| 年     | 月       | アーティスト             | 曲名                                   | 脚注             |
| ------ | -------- | ------------------------ | -------------------------------------- | ---------------- |
| 2016年 | 7月18日- | GLAY                     | 超音速デスティニー                     | [ 76 ] [ 注 37 ] |
| 2016年 | 8月-     | Iris                     | 小さな声                               | [ 77 ]           |
| 2017年 | 1月      | nowisee                  | バイブレーション                       | [ 78 ]           |
| 2017年 | 2月      | Ayasa                    | Re:Birth                               | [ 79 ]           |
| 2017年 | 3月      | FINAL FRASH              | PARADISE                               | [ 80 ]           |
| 2017年 | 4月      | Awesome City Club        | 今夜だけ間違いじゃないことにしてあげる | [ 注 38 ]        |
| 2017年 | 5月      | 神聖かまってちゃん       | 光の言葉                               | [ 81 ]           |
| 2017年 | 6月      | never young beach        | 明るい未来                             |                  |
| 2017年 | 7月      | Nulbarich                | It's Who We Are                        |                  |
| 2017年 | 8月      | LUCKY TAPES              | レイディ・ブルース                     |                  |
| 2017年 | 9月      |                          |                                        |                  |
| 2017年 | 10月     | Awesome City Club        | ASAYAKE                                | [ 82 ]           |
| 2017年 | 11月     | 平井大                   | Story of Our Life                      | [ 83 ]           |
| 2017年 | 12月     |                          |                                        |                  |
| 2018年 | 1月      |                          |                                        |                  |
| 2018年 | 2月      |                          |                                        |                  |
| 2018年 | 3月      | Saucy Dog                | いつか                                 | [ 84 ]           |
| 2018年 | 4月      | chelmico                 | ずるいね                               | [ 73 ]           |
| 2018年 | 5月      | Helsinki Lambda Club     | This is a pen.                         | [ 85 ]           |
| 2018年 | 6月      | FINLANDS                 | 恋の前                                 | [ 86 ]           |
| 2018年 | 7月      | BRADIO                   | Boom!Boom!ヘブン                       | [ 87 ]           |
| 2018年 | 8月      | フレンズ                 | 常夏ヴァカンス                         | [ 88 ]           |
| 2018年 | 9月      | 佐藤千亜妃               | Summer Gate                            | [ 89 ]           |
| 2018年 | 10月     | I Don't Like Mondays.    | ONE THING feat. SALU                   | [ 90 ]           |
| 2018年 | 11月     | 向井太一                 | Pure                                   | [ 91 ]           |
| 2018年 | 12月     | SIX LOUNGE               | ラストシーン                           | [ 92 ]           |
| 2019年 | 1月      | ぼくのりりっくのぼうよみ | 没落                                   |                  |
| 2019年 | 2月      | the peggies              | 明日                                   | [ 注 38 ]        |
| 2019年 | 3月      | ReN                      | Life Saver                             | [ 93 ]           |
| 2019年 | 4月      | SIRUP                    | LOOP                                   |                  |
| 2019年 | 5月      | ニガミ17才               | 化けるレコード                         | [ 94 ]           |
| 2019年 | 6月      | BRADIO                   | O・TE・A・GE・DA！                     |                  |
| 2019年 | 7月      | CYBERJAPAN DANCERS       | スキスキスー                           | [ 95 ]           |
| 2019年 | 8月      | PEDRO                    | 猫背矯正中                             |                  |
| 2019年 | 9月      | ネクライトーキー         | 音楽が嫌いな女の子                     |                  |
| 2019年 | 10月     | 原因は自分にある。       | 原因は自分にある。                     | [ 96 ]           |
| 2019年 | 11月     | レルエ                   | 時鳴りの街                             | [ 97 ]           |
| 2019年 | 12月     |                          |                                        |                  |
| 2020年 | 1月      | ジェニーハイ             | シャミナミ                             |                  |
| 2020年 | 2月      |                          |                                        |                  |
| 2020年 | 3月      | MONO NO AWARE            | 言葉がなかったら                       | [ 98 ]           |
| 2020年 | 4月      | Omoinotake               | トニカ                                 | [ 99 ]           |
| 2020年 | 5月      | 変態紳士クラブ           | HERO                                   | [ 100 ]          |
| 2020年 | 6月      | 空白ごっこ               | 雨                                     | [ 101 ]          |
| 2020年 | 7月      | Mr.FanTastiC             | Always the best day                    |                  |
| 2020年 | 8月      | さとうもか               | Glints                                 |                  |
| 2020年 | 9月      | Reol                     | 第六感                                 |                  |
| 2020年 | 10月     | ゆいにしお               | Drink, Pray, Love!                     | [ 102 ]          |
| 2020年 | 11月     | Creepy Nuts              | かつて天才だった俺たちへ               |                  |
| 2020年 | 12月     | 黒川沙良                 | ブリコー                               | [ 103 ]          |
| 2021年 | 1月      | KALMA                    | パリラリラ                             | [ 104 ]          |
| 2021年 | 2月      | Ado                      | レディメイド                           | [ 105 ]          |
| 2021年 | 3月      | sloppy dim               | Minority                               |                  |
| 2021年 | 4月      | Cody・Lee(李)            | 我愛你                                 | [ 注 38 ]        |
| 2021年 | 5月      | YAJICO GIRL              | Better                                 | [ 106 ]          |
| 2021年 | 6月      | 変態紳士クラブ           | YOKAZE                                 |                  |
| 2021年 | 7月      | さとうもか               | Love Buds                              |                  |
| 2021年 | 8月      | GLAY                     | SHINING MAN                            | [ 107 ]          |
| 2021年 | 9月      | ジェニーハイ             | 華奢なリップ (feat. ちゃんみな)        |                  |
| 2021年 | 10月     | インナージャーニー       | 深海列車                               | [ 108 ]          |
| 2021年 | 11月     | asmi                     | Call me                                |                  |
| 2021年 | 12月     | BiSH                     | 柏木由紀なりのBiSH -BAD TEMPER-        | [ 109 ]          |
| 2022年 | 1月      | ナナヲアカリ             | 学校だるい学校だるい学校だるい         |                  |
| 2022年 | 2月      | シズクノメ               | ハイ                                   | [ 110 ]          |
| 2022年 | 3月      | Penthouse                | 単焦点                                 |                  |
| 2022年 | 4月      | 三月のパンタシア         | 花冷列車                               | [ 111 ]          |
| 2022年 | 5月      | SARD UNDERGROUND         | 運命のルーレット廻して                 | [ 112 ]          |
| 2022年 | 6月      | マハラージャン           | 持たざる者                             | [ 113 ]          |
| 2022年 | 7月      | ツユ                     | いつかオトナになれるといいね。         | [ 114 ]          |
| 2022年 | 8月      | 新東京                   | Metro                                  | [ 115 ]          |
| 2022年 | 9月      | w.o.d.                   | リビド                                 | [ 116 ]          |
| 2022年 | 10月     | Hiplin                   | おわかれ                               | [ 117 ]          |
| 2022年 | 11月     | ウルフルズ               | ツーベーコーベー                       | [ 118 ]          |
| 2022年 | 12月     | Sincere                  | I'll be                                | [ 119 ]          |
| 2023年 | 1月      | Kroi                     | Hard Pool                              | [ 120 ]          |
| 2023年 | 2月      | あたらよ                 | 雪冴ゆる                               | [ 121 ]          |
| 2023年 | 3月      | 春野                     | Venus Flytrap feat. 佐藤千亜妃         | [ 122 ]          |
| 2023年 | 4月      | 新東京                   | 36℃                                    | [ 注 38 ]        |
| 2023年 | 5月      | 超学生                   | Let's go                               | [ 123 ]          |
| 2023年 | 6月      | Furui Riho               | Super Star                             | [ 124 ]          |
| 2023年 | 7月      | imase                    | Nagisa                                 | [ 125 ]          |
| 2023年 | 8月      | ん・フェニ               | MAKE                                   | [ 126 ]          |
| 2023年 | 9月      | ELAIZA                   | わたしたち                             |                  |
| 2023年 | 10月     | NIKO NIKO TAN TAN        | 琥珀                                   | [ 127 ]          |
| 2023年 | 11月     | GOOD BYE APRIL           | BRAND NEW MEMORY                       | [ 128 ]          |
| 2023年 | 12月     | NEE                      | ばっどくらい                           |                  |
| 2024年 | 1月      | Chevon                   | 大行浸                                 | [ 129 ]          |
| 2024年 | 2月      | リュックと添い寝ごはん   | 天国街道                               | [ 130 ]          |
| 2024年 | 3月      | from00 feat.ココラシカ   | 恋よ、踊りだせ                         | [ 131 ]          |
| 2024年 | 4月      | TOMOO                    | Super Ball                             | [ 注 38 ]        |
| 2024年 | 5月      | Kvi Baba                 | Ms. U feat. idom & SALU                | [ 132 ]          |
| 2024年 | 6月      | muque                    | Bite you                               | [ 133 ]          |
| 2024年 | 7月      | LET ME KNOW              | 偽愛とハイボール                       | [ 134 ]          |
| 2024年 | 8月      | こっちのけんと           | はいよろこんで                         | [ 135 ]          |
| 2024年 | 9月      | ブランデー戦記           | 悪夢のような                           | [ 136 ]          |
| 2024年 | 10月     | FRUITS ZIPPER            | NEW KAWAII                             |                  |
| 2024年 | 11月     | GLAY                     | 海峡の街にて                           | [ 137 ]          |
| 2024年 | 12月     | AKASAKI                  | Bunny Girl                             |                  |
| 2025年 | 1月      | ラッキーセベン           | たまらず踊り出す                       | [ 138 ]          |
| 2025年 | 2月      | Tele                     | 包帯                                   |                  |
| 2025年 | 3月      | Penthouse                | Taxi to the Moon                       |                  |
| 2025年 | 4月      | Chevon                   | ダンス・デカダンス                     | [ 注 38 ]        |
| 2025年 | 5月      | 天々高々                 | がたんごとん                           | [ 139 ]          |
| 2025年 | 6月      | 梓川                     | Disco FLO                              | [ 140 ]          |
| 2025年 | 7月      | Litty                    | Cheese feat. Manaka                    |                  |
| 2025年 | 8月      | 乃紫                     | ピンク・パンチ                         |                  |

## スタッフ
- 構成：姫路まさのり、植田靖章、中倉けんじ、一場麻美
- TM：大槻和也（テレビ朝日技術局）
- CAM：井出善彦
- デザイン：横井勝
- CG：村澤ちひろ
- 美術：高野安嗣、近藤千春
- 美術進行：テレビ朝日クリエイト
- リサーチ・SNS：大村椿、佐野桃子
- イラストレーター：K-chan、今井美保
- 技術協力：テイクシステムズ、FLEX、TSP、ふくみみプロ
- 宣伝：サイバーエージェント宣伝本部、AbemaTIMES編集部
- 報道担当デスク：原弘三郎
- 庶務：珍田明美、志村真穂
- ディレクター：椛山陽、眞鍋晋作、東出惇弥、岩渕純一、河南拓郎、豊原誠也、杉田哲也、安藤孝洋、澤田尚樹、宇野雅也、早川恵介、杉田亜矢、内田奈央人、小西裕司、具島友紀、奥山勇太郎、渡辺恭介、重廣秋加莉、浅賀勇希、井上晋平、熊田哲也、小久保泰二、箱田泰史、鴻巣将樹、初野沙織、福島茂樹、佐藤良、西村誠一郎、加藤真人、佐藤有夏、安達優貴
- チーフディレクター：木村圭二、鈴木剛太、木下健
- 総合演出：井手康行（2020年3月31日から、以前はプロデューサー）
- プロデューサー：朝日健一（JCTV）
- チーフプロデューサー：杉原啓太[141]（テレビ朝日）
- 制作統括：郭晃彰（テレビ朝日、2018年以前は演出・プロデューサー補佐、2020年3月まで総合演出）[142]
- 制作協力：JCTV
- 制作：テレビ朝日

### 過去のスタッフ
- チーフディレクター：数野雅司
- プロデューサー：太田翔、佐藤久人、植村俊和（テレビ朝日、2020年3月まで）[143]、早川卓志、林和伸、富松裕之、矢田部壮（JCTV）
- チーフプロデューサー：佐々木毅（テレビ朝日、2020年3月まで）
- 制作統括：水野篤